# Abbaye Saint-André-le-Haut de Vienne

Plan de l'abbaye en 1798, d'après le plan dressé par Pierre Schneyder dont l'original est conservé aux Archives municipales de Vienne (ms. 11).

L'abbaye Saint-André-le-Haut de Vienne, parfois appelé localement le Couvent des Dames Nobles, est une ancienne abbaye féminine fondée au VIe siècle à Vienne (Isère). Les éléments conservés de nos jours comprennent l'église abbatiale des XIe – XIVe siècles et les bâtiments conventuels situés au nord de celle-ci, organisés autour d'un cloître et d'une cour d'honneur, et majoritairement datés du XVIIe siècle.
La porte de la cour d'honneur est classée aux Monuments historiques en 1924, le reste de l'abbaye fait l'objet d'une inscription aux Monuments historiques en 1998.
L'église appelée de nos jours Saint-André-le-Haut à Vienne n'appartient pas au même ensemble que le couvent. Il s'agit de l'ancienne chapelle Saint-Louis du collège jésuite (aujourd'hui le collège Ponsard) qui a pris ce nom après la fermeture du couvent et le transfert des fonctions paroissiales.

## Histoire de l'abbaye
Une charte de fondation, datée de 543 sous le règne de Clotaire Ier, atteste de la fondation du monastère par un couple de nobles, Ansemond et Ansleubana, qui placent celui-ci sous la règle de saint Léonien. Cette charte, dont l'original est perdu, est mentionnée en 831 dans un diplôme de Louis le Pieux restituant l'abbaye à saint Barnard. Pour Beate Schilling, cette fondation est un faux attribuable à l'évêque Adon de Vienne ou à son entourage. La date exacte de fondation est inconnue, et les premières sources fiables datent du IXe siècle. Les vestiges du chevet d'une petite chapelle des VIe et VIIe siècles ont toutefois été découverts par les archéologues. Le couvent est fondé sur le coteau de la colline de Pipet, à côté du théâtre antique de Vienne, sur le tracé de plusieurs aqueducs romains.
En 1031 des moniales de l'abbaye Saint-Césaire d'Arles sont appelées pour réformer le monastère par Rodolphe III de Bourgogne et son épouse Ermengarde. Les moniales suivent alors la règle de ce monastère. À cette période est construite sur l'emprise de la première chapelle une église abbatiale à nef unique, couverte d'une charpente. Le chœur surélevé de l'église forme une abside au-dessus d'une crypte où des reliques sont probablement conservées. Vers 1200 l'église est agrandie vers l'ouest d'une travée et couverte sur deux travées seulement d'une voûte d'ogive. Cette église est en partie conservée dans l'édifice actuel. Le cloître fait alors office de cimetière.

Au XIVe siècle la crypte est détruite et remblayée et l'abside détruite au profit d'un chevet plat ouvert d'un triplet de baies. Les travées encore charpentées sont couvertes de voûtes d'ogives. Un clocher est construit, ainsi qu'un chœur des religieuses séparé de l’église et permettant à ces dernières de suivre les offices religieux. Le cloître fait encore office de cimetière jusqu'au XVIe siècle.

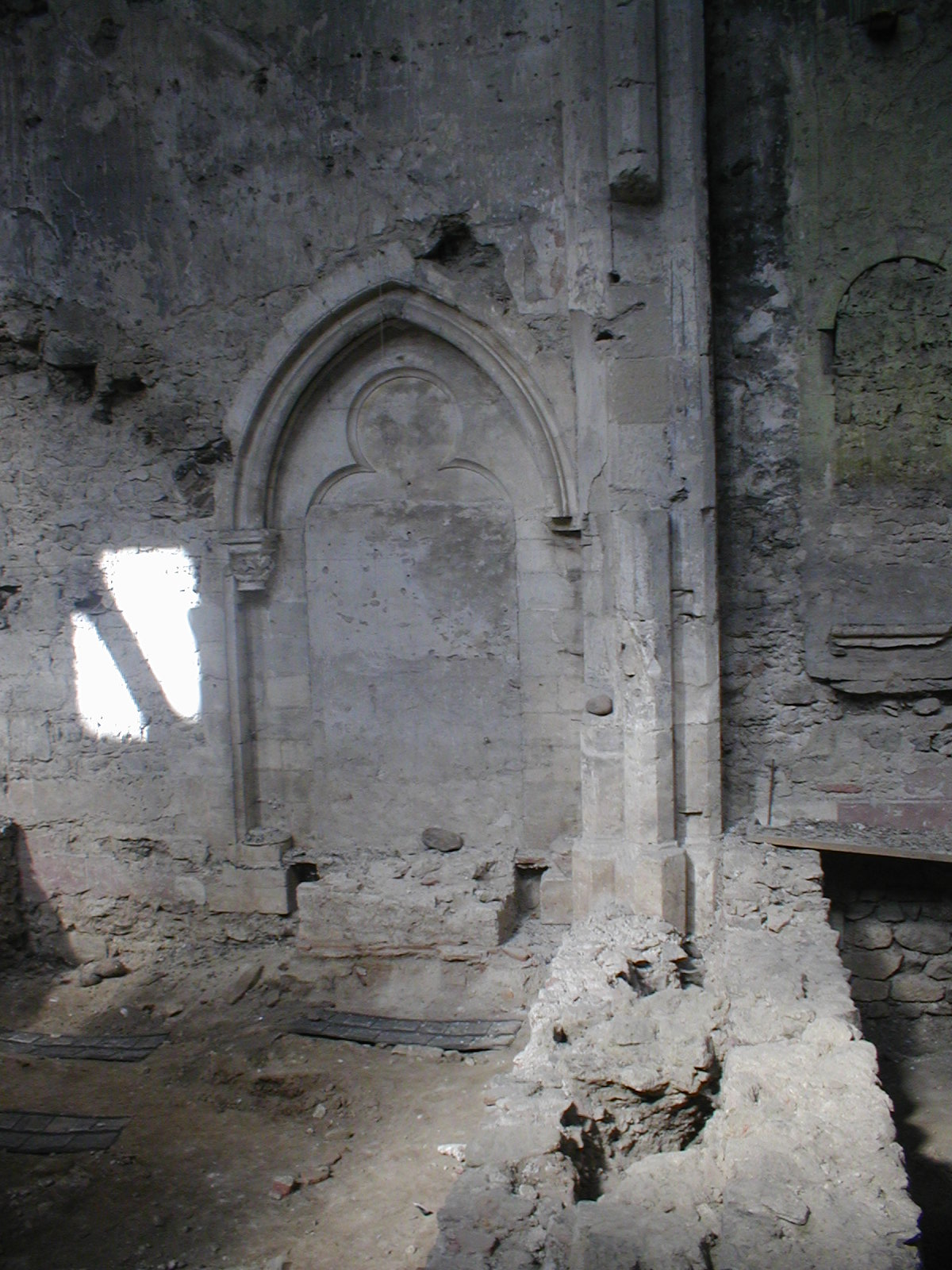
Arcature dans l'abbatiale.

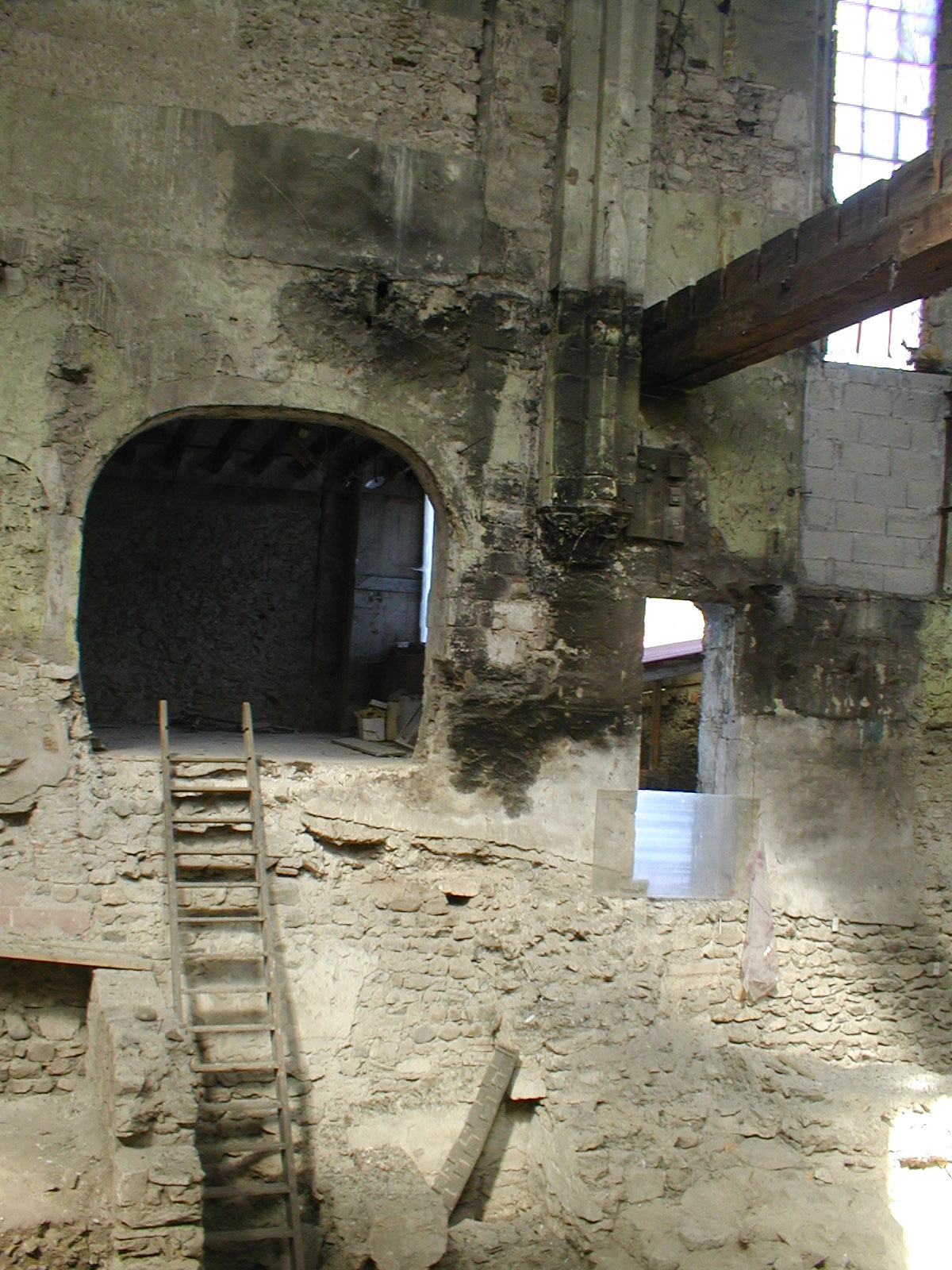
Vestiges du chœur des religieuses donnant dans la nef.

En 1562, pendant les guerres de Religion, les moniales sont chassées et l'abbaye dégradée par les protestants. Le clocher, détruit, n'est jamais reconstruit. Le cloître est complètement reconstruit sous les abbesses Clémence de Villars (de 1594 à 1611) et Marquise de Villars (de 1611 à 1662). Les travaux concernent également l'église : l'église paroissiale ayant été détruite pendant les guerres de religion, c'est en effet l’église abbatiale qui accueille dorénavant les fonctions paroissiales, avec la création d'une séparation physique entre les laïcs et les moniales. À partir du XVIe siècle, le cimetière n'est plus situé dans le cloître, mais dans la nef elle-même. La porte monumentale de la cour d'honneur date de 1665.

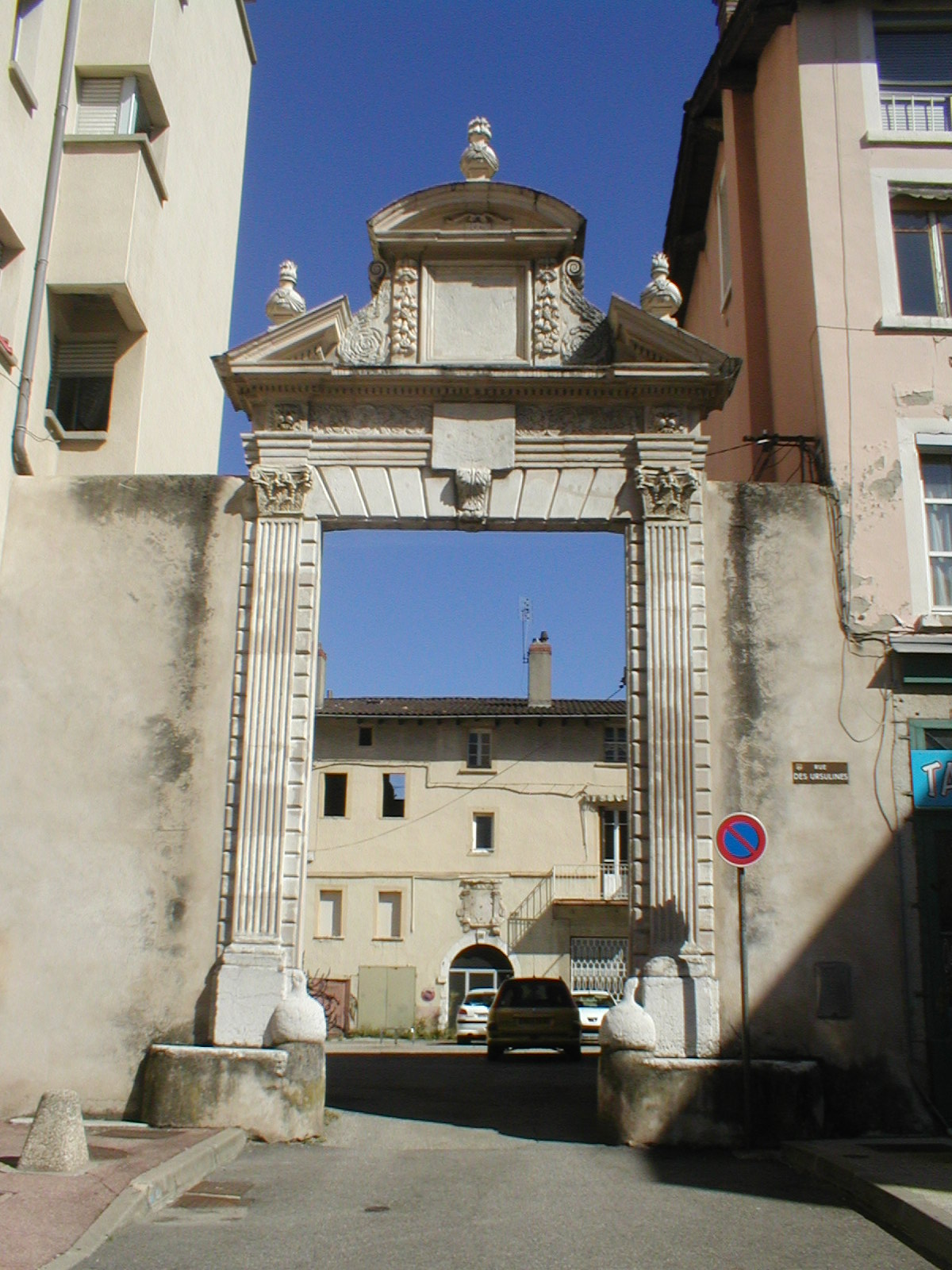
Porte de la cour de l'ambulance, cour d'honneur du couvent.

Les bâtiments sont vendus comme bien national à la révolution et découpés en six lots, puis en plusieurs habitations, y compris l'église compartimentée et découpée de planchers intermédiaires. De nouvelles constructions sont ajoutées, notamment sur la cour de l'ambulance et le cloître. À l'est des bâtiments, les vignes et jardins du couvent sont transformés par la municipalité en un cimetière, lequel est toujours en activité au début du XXIe siècle.
En 1824 quelques moniales de Saint-André-le-Haut réunie autour de Suzanne du Peloux reconstituent une communauté à La Rochette de Caluire. La communauté se déplace en 1970 à Belmont-Tramonet en Savoie.
En 1998 la ville de Vienne achète l'ensemble foncier, à l'exception des parcelles situées sur la cour d'honneur, avec le projet d'y transférer sa médiathèque municipale. Le projet n'aboutit pas et est abandonné par la nouvelle équipe municipale élue en 2001, laissant l'ensemble immobilier sans destination spécifique. La médiathèque sera réalisée en 2012 dans un autre quartier, celui de l'ancienne caserne militaire Saint-Germain dans le quartier de l'Isle.
En 2021 le cloître et les bâtiments conventuels sont vendus par la ville à un promoteur pour accueillir des logements privés. Les travaux commencent en 2023.

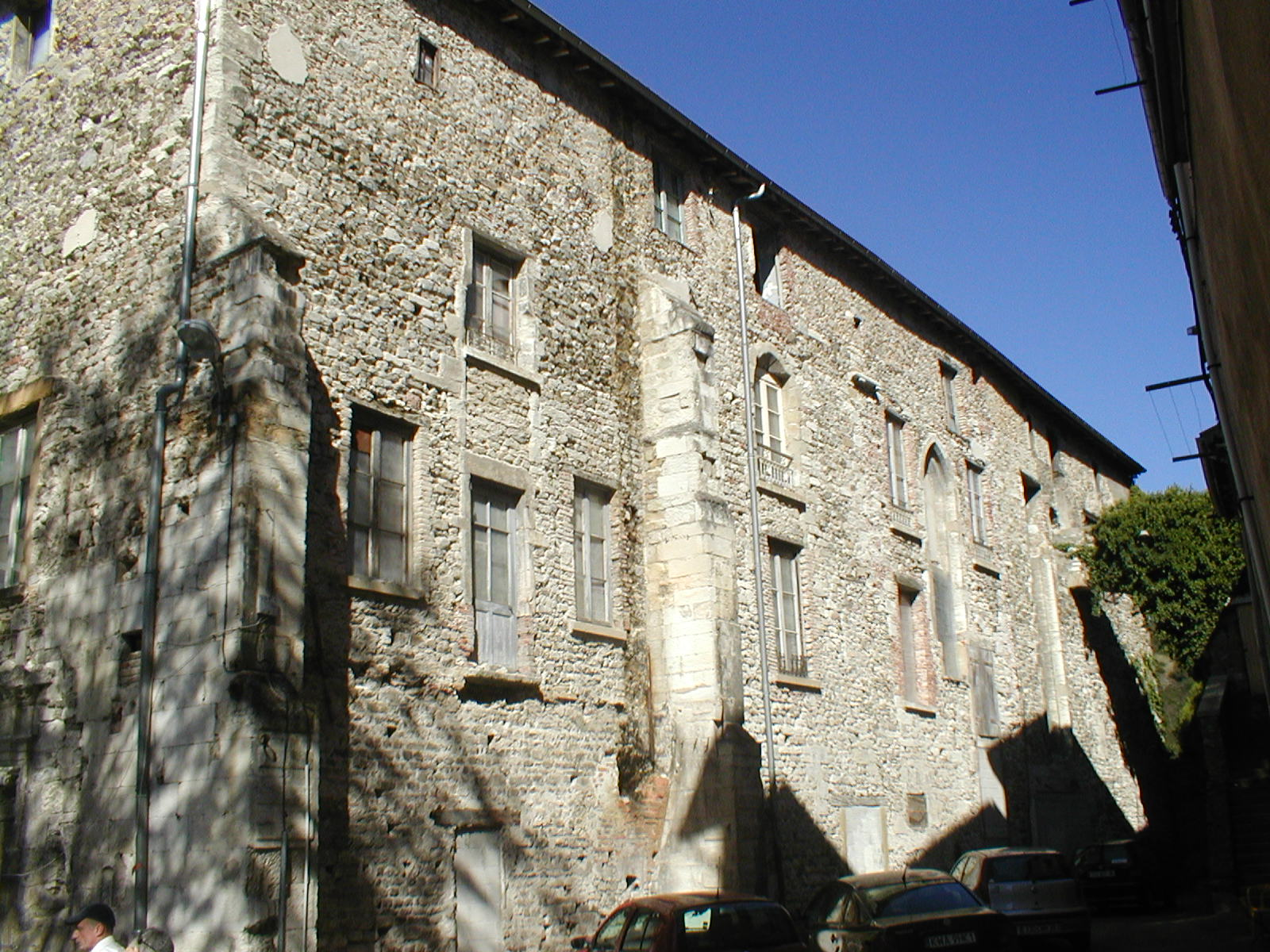
Mur sud de l'abbatiale, vue depuis la place Jouvenet.

## Historique des recherches
En dehors des travaux généraux sur l'histoire viennoise, le premier ouvrage dédié uniquement à l'histoire de l'abbaye est écrit en 1769 par Claude Charvet, lequel finit ses jours dans les murs de l'abbaye en 1772. Le couvent et son architecture sont une première fois décrits par Pierre Schneyder à l'occasion de la vente de l'ensemble comme bien national.
Des fouilles sont menées sur le site en 1998 par Benoit Helly (Service Régional de l'Archéologie) après le rachat des bâtiments par la ville de Vienne. Les bâtiments sont étudiés en 1999-2000 par Monique Zannettacci, archéologue municipale.
À partir de 2003 le site devient un chantier-école de fouille archéologique pour former les étudiants de l'Université Lyon 2, placé sous la codirection d’Isabelle Parron (2003-2005) puis d’Anne Baud (Université Lyon 2) et de Monique Zannettacci et enfin depuis 2011 d’Anne Flammin (CNRS). Les fouilles concernent principalement le chœur et la nef de l'église abbatiale. Le cloître est à son tour fouillé entre 2014 et 2017. En parallèle des fouilles, l'étude historique sur les premiers siècles de l'abbaye est reprise par Nathanaël Nimmegeers.
Des visites et conférences sont organisées sur le site à destination du public. Une exposition est consacrée aux découvertes en 2017 au cloître de Saint-André-le-Bas.
En amont du projet de transformation du site, un diagnostic archéologique est mené en 2018 dans le préau du cloître par Tommy Vicard de l'INRAP, puis depuis 2023 c'est une opération préventive d'archéologie du bâti qui est menée sur les bâtiments du carré claustral par Quentin Rochet.

## Liste des abbesses (selonClaude Charvet)

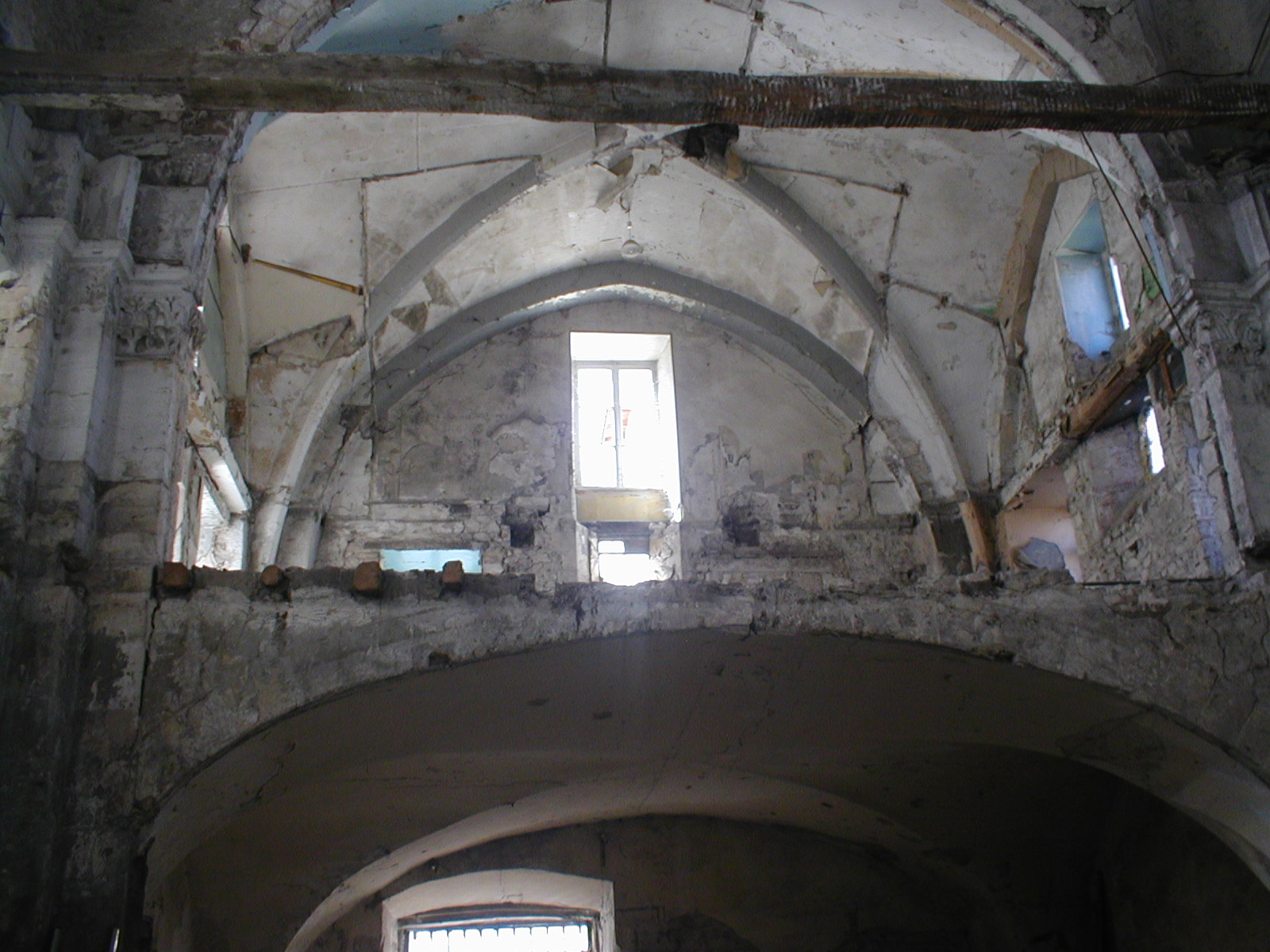
Mur de façade de l'église abbatiale et tribune de la première travée.

| Nom                                      | Date d'élection | Remarques |
| ---------------------------------------- | --------------- | --- |
| Eubonne                                  | 492             | |
| Raimonde                                 | 1032            | |
| Aldegarde                                | 1084            | |
| Alindrade                                | 1091            | |
| Elisabeth                                | 1154            | |
| Julienne de Savoie                       | 1173            | Sœur du comte Humbert III |
| Sibille                                  | 1226            | |
| Marguerite                               | 1234            | |
| Jeanne de Falavier                       | 1253            | |
| Jacqueline de Vinai                      | 1275            | |
| Huguette de Lagoy                        | 1305            | |
| Ainarde d'Ampuis                         | 1316            | |
| Louise de Remestaing                     | 1328            | |
| Béatrice de la Chapelle                  | 1331            | |
| Cécile de Dorches                        | 1354            | |
| Briançonne de la Chapelle                | 1380            | |
| Jeanne de Torchefélon                    | 1397            | |
| Alix de Vassalieu                        | 1437            | Abbesse de Saint-Pierre-les-Nonnains de Lyon nommée régent à la mort de l'abbesse précédente.                                    |
| Béatrice de Saulsac                      | 1454            | Elle obtient du pape Sixte IV l'exemption du monastère qui ne dépend plus de l'archevêché mais directement du pape.              |
| Benoite de Saulsac                       | 1487            | |
| Philippe de Chastellar                   | 1520            | |
| Claudine (ou Claude) d'Apchon            | 1548            | Abbesse en charge lors des troubles des guerres de religion.                                                                     |
| Clémence de Villars                      | 1594            | Sœur de l'archevêque Pierre de Villars, elle commence la reconstruction du monastère.                                            |
| Marquise de Villars                      | 1611            | Autre membre de la famille de Villars, elle achève la reconstruction du cloître et ajout un vœux de clôture à ceux des moniales. |
| Elisabeth de Villars                     | 1662            | Troisième abbesse consécutive issue de la famille de Villars, elle fait édifier la porte de la cour d'honneur.                   |
| Claudine Charpin des Hales               | 1714            | |
| Marie-François de By de Vallier          | 1731            | |
| Thérèse-Etiennette de Portes d'Amblérieu | 1736            | |
| Pierrette-César-Charlotte de Chabannes   | 1762            | |
| Suzanne des Boiaux de Coulombière        | 1769            | |
| N. de Virieu de Beauvoir                 | 1787            | Dernière abbesse, elle quitte l'abbaye avec les douze dernières religieuses.                                                     |